# Unión Regionalista Aragonesa
La Unión Regionalista Aragonesa va ser una formació política aragonesista que va aparèixer el 4 de novembre de 1916 a Saragossa. Les seves joventuts es denominaven Joventuts Aragonesista Aragonesa. El seu objectiu era la formació d'una mancomunitat a l'Aragó i els seus principals membres eren Juan Moneva y Puyol, Andrés Giménez Soler, Antonio de Gregorio Rocasolano i Manuel Marraco.